# Barchov (Hradec Králové-i járás)
Barchov település Csehországban, a Hradec Králové-i járásban. Barchov Babice, Boharyně, Kosičky, Nechanice, Měník és Zdechovice településekkel határos. Lakosainak száma 294 fő (2024. január 1.).

## Népesség
A település lakosságának változását az alábbi diagram mutatja:
| Lakosok száma | 520  | 490  | 422  | 281  | 258  | 289  | 312  | 310  | 272  | 294  |
|               | 1869 | 1900 | 1921 | 1961 | 1980 | 2011 | 2016 | 2019 | 2021 | 2024 |